# Александер, Уолт
Уолтер Эрнест Александер (англ. Walter Ernest Alexander, 5 марта 1891, Атланта, Джорджия — 29 декабря 1978, Форт-Уэрт, Техас) — американский бейсболист, кэтчер. Играл в Главной лиге бейсбола в составах «Сент-Луис Браунс» и «Нью-Йорк Янкис».

## Карьера
Уолт родился 5 марта 1891 года в Атланте, Джорджия. В Главной лиге бейсбола он провёл пять сезонов в роли запасного кэтчера в «Браунс» и «Янкис». В 1913 году он сыграл в сорока трёх матчах, установив личный рекорд. В профессиональном бейсболе Александер провёл более двадцати лет, после завершения игровой карьеры работал тренером команд в различных лигах в Техасе.
После ухода из бейсбола работал в Форт-Уэрте в строительной компании. Умер там же 29 декабря 1978 года. 